# إدوارد ميخايلوف
إدوارد ميخايلوف (بالروسية: Михайлов, Эдуард Александрович)‏ هو لاعب كرة قدم روسي في مركز الهجوم، ولد في 2 يونيو 1972. لعب مع نادي روستوف أون دون ونادي روستوف.